# Sinošević
Sinošević (izvirno srbsko Синошевић) je naselje v Srbiji, ki upravno spada pod Mesto Šabac; slednja pa je del Mačvanskega upravnega okraja.

## Demografija
V naselju živi 743 polnoletnih prebivalcev, pri čemer je njihova povprečna starost 43,8 let (42,0 pri moških in 45,6 pri ženskah). Naselje ima 290 gospodinjstev, pri čemer je povprečno število članov na gospodinjstvo 3,17.
To naselje je, glede na rezultate popisa iz leta 2002, večinoma srbsko.
|  |

| Demografija | Demografija     | Demografija     |
| Leto        | Št. prebivalcev | Št. prebivalcev |
| ----------- | --------------- | --------------- |
|             |                 |                 |
|             |                 |                 |
|             |                 |                 |
|             |                 |                 |
| 1948        | 1353            |                 |
| 1953        | 1450            |                 |
| 1961        | 1357            |                 |
| 1971        | 1307            |                 |
| 1981        | 1246            |                 |
| 1991        | 1153            | 1035            |
| 2002        | 1098            | 918             |
|             |                 |                 |

| Etnična sestava po popisu iz leta 2002 | Etnična sestava po popisu iz leta 2002 | Etnična sestava po popisu iz leta 2002 | Etnična sestava po popisu iz leta 2002 | Etnična sestava po popisu iz leta 2002 |
| -------------------------------------- | -------------------------------------- | -------------------------------------- | -------------------------------------- | -------------------------------------- |
| Srbi                                   | Srbi                                   |                                        | 861                                    | 93,79%                                 |
| Romi                                   | Romi                                   |                                        | 43                                     | 4,68%                                  |
| Neznano                                | Neznano                                |                                        | 5                                      | 0,54%                                  |